# سیارک ۸۴۹۳
سیارک ۸۴۹۳ (به انگلیسی: 8493 Yachibozu، نامگذاری:1990BY1) هشت هزار و چهارصد و نود و سومین سیارک کشف شده‌است که در ۳۰ ژانویه ۱۹۹۰ کشف شد.
قدر مطلق سیارک برابر ۲۳.۴ است.